# Stenogrammitis brevipubens
Stenogrammitis brevipubens är en stensöteväxtart som beskrevs av Paulo Henrique Labiak. Stenogrammitis brevipubens ingår i släktet Stenogrammitis och familjen Polypodiaceae. Inga underarter finns listade.